# Nicole Kang
Nicole Kang (California, 7 giugno 1993) è un'attrice statunitense di origine coreana, nota per il suo ruolo di Mary Hamilton nella serie televisiva Batwoman.

## Biografia
Nata in California e cresciuta in Virginia da un padre emigrato dalla Corea per scelta, da bambina Kang ha studiato danza classica, danza jazz e canto. In seguito ha studiato recitazione alla Tisch School of The Arts, ha conseguito un Bachelor of Arts presso la Case Western Reserve University, ha studiato al Performing Arts Project e al Stellar Adler Studio of Acting, e nel 2015 ha ottenuto un altro Bachelor presso la New York University. Come attrice teatrale ha lavorato in oltre dodici spettacoli tra cui Sense and Sensibility nel ruolo di Margaret Dashwood e A Midsummer Night's Dream.
Ha scritto e diretto il cortometraggio Jack and Jane, interpretato insieme ad Alice Kremelberg, con cui ha anche recitato nell'ultima stagione della serie Orange Is the New Black.
Nel 2018 ha partecipato alla serie di Netflix You.
Nel 2019 è stata scritturata nel ruolo comprimario di Mary Hamilton, sorellastra di discendenza asiatica di Kate Kane, per la serie televisiva della CW Batwoman. Nel corso della terza stagione della serie, nel 2021, il suo personaggio ha assunto l'identità del noto villain di Batman Poison Ivy.
Con l'attrice Midori Francis di Dash & Lily ha co-creato il video-progetto Asian We Stand per denunciare il razzismo contro gli americani di origine asiatica, in particolare dopo la diffusione del COVID-19 come “virus di Wuhan”.

## Riconoscimenti
Nel 2019, è stata candidata agli Helen Hayes Awards come attrice non protagonista in Sense and Sensibility.

## Filmografia

### Cinema
- Jack and Jane, regia di Nicole Kang – cortometraggio (2018)
- The Social Ones, regia di Laura Kosann (2019)
- Swallow, regia di Carlo Mirabella-Davis (2019)
- Ten Minutes to Midnight, regia di Erik Bloomquist (2020)

### Televisione
- The Code – serie TV, 1 episodio (2014)
- You – serie TV, 10 episodi (2018)
- Two Sentence Horror Stories – serie TV, 1 episodio (2019)
- Instinct – serie TV, 1 episodio (2019)
- Orange Is the New Black – serie TV, 2 episodi (2019)
- Batwoman – serie TV (2019-2022) – Mary Hamilton/Poison Ivy

## Teatrografia parziale
- Sense and Sensibility, regia di Eric Tucker
- A Midsummer Night's Dream di William Shakespeare, regia di Chris O'Connor. Miles Square Theater, Hoboken (New Jersey)

## Doppiatrici italiane
Nelle versioni in italiano delle opere in cui ha recitato, Nicole Kang è stata doppiata da:
- Francesca Manicone in You
- Sara Labidi in Batwoman